# 케이틀린 제너
케이틀린 제너(영어: Caitlyn Jenner, 1949년 10월 28일~)는 미국의 전직 육상 선수, 사업가이다. 1976년 몬트리올 올림픽 10종 경기 금메달리스트이다. 2015년 4월, 자신이 트랜스젠더임을 TV 인터뷰를 통해 밝혔다. 2015년 6월, 새로운 이름을 대중에 알리기 전까지는 브루스 제너(영어: Bruce Jenner)로 불리었다.

## 약력

### 어린 시절
뉴욕주 마운트 키스코 출신의 제너는 코네티컷주 뉴타운에 있는 뉴타운 고등학교에서 수학하였다. 미식축구 장학금을 받아 아이오와주에 있는 그레이스랜드 대학교에서 수학하였으나, 무릎 부상을 당하여 미식축구를 그만두고 10종 경기로 바꾸었다. 제너는 1970년 드레이크 릴레이에서 10종 경기 데뷔를 하여 5위를 하였다.

### 올림픽 경력
1972년 미국 올림픽 선발 시합에서 10종 경기 3위를 한 제너는 뮌헨 올림픽에서 10위를 하였다. 훈련 시간의 외부에서 보험을 팔기도 하면서 그의 성공은 자신을 격렬한 훈련 관리로 바치는 데 이끌었다. 그녀는 1974년과 1976년 그 종목의 국내 우승자였다.
1976년 몬트리올 올림픽에서 8,618점의 세계 기록을 세워 10종 경기 금메달을 획득하였다. 그 세계 기록은 4년 후에 데일리 톰프슨에 의하여 4점 앞서면서 깨졌다. 올림픽 10종 경기 우승 결과로서 국민적 영웅이 된 제너는 같은 해에 미국 최고 아마추어 선수로서 제임스 E. 설리번 상을 수상하였다.
그녀는 AP 통신사 올해의 남성 선수(1976)로 선정되었고, 올림픽 명예의 전당(1986), 베이 지역 스포츠 명예의 전당과 코네티컷주 스포츠 명예의 전당(1994), 그리고 미국 국내 육상 명예의 전당(1980)에 헌액되었다.

## 사생활

### 성정체성
2015년 4월 24일 제너는 다이앤 소여와의 TV 인터뷰에서 자신이 트랜스여성임을 알리며, 자신이 어릴 적부터 성별 불쾌감을 겪어왔다고 토로했다. 그녀는 자신이 여성임을 지각하고 타내기 위해 여러번 여장도 했음을 밝혔다. 제너는 이미 1980년대부터 호르몬 대체 요법을 받아왔으나 1990년대 초 크리스 카다시안을 만나고 나서부터 그만두었다고 한다. 2015년 6월 1일 그녀는 공식적으로 여성으로서 케이틀린 제너라는 이름을 대중에 공개하였다.

## 역대 선거 결과
| 선거명        | 직책명            | 대수 | 정당   | 득표율 | 득표수   | 결과 | 당락 |
| ------------- | ----------------- | ---- | ------ | ------ | -------- | ---- | ---- |
| 2021년 재선거 | 캘리포니아 주지사 | -대  | 공화당 | 1.02%  | 75,215표 | 13위 | 낙선 |

## 같이 보기
- 트랜스젠더 인물 목록